# West Brooklyn
West Brooklyn é uma vila localizada no estado americano de Illinois, no Condado de Lee.

## Demografia
Segundo o censo americano de 2000, a sua população era de 174 habitantes.
Em 2006, foi estimada uma população de 170, um decréscimo de 4 (-2.3%).

## Geografia
De acordo com o United States Census Bureau tem uma área de
0,3 km², dos quais 0,3 km² cobertos por terra e 0,0 km² cobertos por água.

## Localidades na vizinhança
O diagrama seguinte representa as localidades num raio de 20 km ao redor de West Brooklyn.